# Calycera integrifolia
Calycera integrifolia är en calyceraväxtart som först beskrevs av Rodolfo Amando Philippi, och fick sitt nu gällande namn av Karl Friedrich Carlos Federico Reiche. Calycera integrifolia ingår i släktet Calycera och familjen calyceraväxter. Inga underarter finns listade i Catalogue of Life.